# Enquete-Kommission
Enquete-Kommissionen (von französisch enquête ‚Untersuchung‘) sind vom Deutschen Bundestag oder von einem Landesparlament eingesetzte überfraktionelle Arbeitsgruppen, die umfangreiche und bedeutsame Sachkomplexe lösen sollen, in denen unterschiedliche rechtliche, wirtschaftliche, soziale oder ethische Aspekte abgewogen werden müssen.
In einer Enquete-Kommission soll eine gemeinsame Position erarbeitet werden. Ziel ist es, bei Problemen zu einer Lösung zu kommen, die von der überwiegenden Mehrheit der Bevölkerung (auch von dem Teil, der sich nicht durch die jeweilige Mehrheitsfraktion vertreten fühlt) mitgetragen werden kann.
Zu unterscheiden von dem Enquêterecht auf Kontrolle durch Untersuchungsausschüsse ist das Recht auf Einsetzung einer Enquete-Kommission.

## Arbeitsweise
Enquete-Kommissionen gibt es in Deutschland sowohl auf Bundes- als auch auf Landesebene: Um eine Enquete-Kommission auf Bundesebene einzusetzen, muss mindestens ein Viertel der Mitglieder des Deutschen Bundestages zustimmen; auf Landesebene bestehen je nach Bundesland unterschiedliche Regelungen.
Die Kommissionen bestehen dann aus Abgeordneten aller Fraktionen sowie externen Sachverständigen. Beide Gruppen arbeiten als gleichberechtigte Mitglieder; sie sollen Entscheidungen über umfangreiche und bedeutsame Sachkomplexe vorbereiten. Möglichst noch innerhalb der Legislaturperiode ihrer Einsetzung soll die Enquete-Kommission einen Bericht erstellen, der im jeweiligen Parlament diskutiert wird. In der darauf folgenden Legislaturperiode entscheidet das Parlament, ob die Enquete-Kommission ihre Arbeit fortsetzen soll. Ihre Arbeit im Deutschen Bundestag ist in § 56 der Geschäftsordnung des Deutschen Bundestages geregelt. Entsprechende Regelungen sind auch in den Geschäftsordnungen der Länder für die Arbeit in den Länderparlamenten festgelegt.
Jeder Enquete-Kommission ist i. d. R. ein Sekretariat mit wissenschaftlichem Fachpersonal zugeordnet, das redaktionell die terminliche und inhaltliche Arbeit koordiniert sowie an der Erstellung von Dokumenten und Publikationen mitarbeitet. Neben den üblichen Sitzungen der Kommission gibt es auch öffentliche und nicht-öffentliche Anhörungen mit Enquete-fremden Sachverständigen und Vertretern der Ministerien und Bundesbehörden.